# Tapiraí (San Paolo)
Tapiraí è un comune del Brasile nello Stato di San Paolo, parte della mesoregione Macro Metropolitana Paulista e della microregione di Piedade.